# 鞍型猪笼草
鞍型猪笼草（学名：Nepenthes ephippiata）是婆罗洲特有的的热带食虫植物。其种加词“ephippiata”来源于拉丁文“ephippium”，意为“鞍布”。其存在于沙捞越中部的霍斯山脉，及加里曼丹的拉亚山（Mount Raya）和勒桑山（Bukit Lesung）。产于霍斯山脉的鞍型猪笼草无产于中加里曼丹的鞍型猪笼草具有的下延叶柄。鞍型猪笼草与劳氏猪笼草（N. lowii）之间存在着密切的近缘关系。
B·H·丹瑟在其1928年的专著《荷属东印度群岛的猪笼草科植物》中描述了鞍型猪笼草，其基于一份仅有一段茎和一个花序的标本。
尚未发现鞍型猪笼草的自然杂交种。

## 扩展阅读
- 食虫植物照片搜寻引擎中鞍型猪笼草的照片 （页面存档备份，存于）

 维基共享资源上的相關多媒體資源：鞍型猪笼草
 維基物種上的相關：鞍型猪笼草